# Tous les cris les S.O.S.
Pistes de Sauver l'amour
Aimer est plus fort que d'être aimé
(1) L'Aziza
(3)
Tous les cris les S.O.S. est une chanson écrite, composée et interprétée par Daniel Balavoine parue dans l'album Sauver l'amour en 1985.

## Histoire
À travers cette chanson, Daniel Balavoine évoque la souffrance qu'engendre la solitude, partagée entre espoir et désillusions. A coup de métaphores, le refrain met en scène une bouteille lancée à la mer, « un vaisseau de verre », revenant sans cesse vers son lanceur, traduisant l'échec des tentatives, et finissant sa course fracassée sur les rochers.  Le chanteur aurait écrit le texte sur les rives du lac du Loch Ness en Ecosse. 
Outre ses envolées vocales, ce morceau se caractérise par son orchestration innovante. L'intro et la base rythmique de la chanson sont réalisées à l'aide d'un Fairlight CMI IIx, premier échantillonneur numérique et pionnier de la MAO, que Balavoine a importé d'Australie en 1984. Sur une ambiance grave, on y entend des échantillons de sifflements de trains et de crissements de pneus, des idiophones (cloches, grelots, etc.) rythmés par des timbales et un ensemble de percussions africaines.  En découle une ballade expérimentale, presque inclassable, oscillant entre world music et synthpop épique qui, à l'époque, donne à son auteur une avance considérable en qualité d'arrangeur. Les parties de claviers lors des couplets sont jouées par Daniel Balavoine sur un Yamaha DX7. Lors des refrains, il est accompagné à la batterie électronique par Joseph Hammer.  
« Un chef-d’œuvre de synthpop quelque part entre ombre et lumière, discothèque et chambre à coucher, sonorités FM et expérimentations » pour Le Devoir.
« Réalisé à partir de machines à la pointe de la technologie, Balavoine, alors très inspiré par les gourous de la pop anglaise, a marqué son époque avec des sonorités nouvelles et très audacieuses » pour France Bleu.
Cette chanson est parue en face B du 45 tours L'Aziza, single le plus vendu du chanteur et resté huit semaines numéro un du Top 50. Cette face B, abondamment reprise à la télévision, s'est imposée avec le temps comme un classique du répertoire français. Le titre est réédité en single au début 2016 et se classe durant sept semaines dans le classement du Top 100, dont une à la 40e place, ce qui est le meilleur classement des rééditions de quelques titres du chanteur, parus à l'occasion du trentième anniversaire de sa mort.
En 2022, Tous les cris les S.O.S. a été classée par sondage IFOP sixième chanson préférée des français sur une liste de 500 titres. 

## Reprises
Elle sera reprise en rendant hommage à Daniel Balavoine :
- en 1987 par Marie-Denise Pelletier  au Québec sur l'album À l'état pur
- en 1990 par Jeanne Mas sur L'Art des femmes,
- en 1995 par Nicole Rieu (en version live)
- en 1999 par Lena Ka
- en 2000 par Stephan Eicher sur l'album Hommages...
- en 2004 par Grégory Lemarchal et Les Enfoirés
- en 2012 par Natasha St-Pier
- en 2015 par Zaz sur l'album-hommage collectif Balavoine(s)
- en 2019 par Safia Nolin
- en 2020 par Benjamin Biolay
- en 2020 par Larusso
- en 2022 par QW4RTZ
- mais aussi par Pulse, Awa Imani, Amandine De Nobrega, etc.

## Classements
| Classement (1985-86)   | Meilleure place |
| ---------------------- | --------------- |
| France (SNEP)          | 1               |
| Québec (Max 30 Québec) | 1               |
| Europe (Hot 100)       | 23              |

| Classement (2016) | Meilleure position |
| ----------------- | ------------------ |
| France (SNEP)     | 40                 |

## Version de Zaz
Singles de Zaz
Si jamais j'oublie
(2015)
La version de Tous les cris les S.O.S. par Zaz est extraite de l'album de reprises Balavoine(s) (2016) sorti à l'occasion du 30e anniversaire de la mort du chanteur Daniel Balavoine.

### Classements (version de Zaz)
| Classement (2016)               | Meilleure position |
| ------------------------------- | ------------------ |
| Belgique (Wallonie Ultratip 50) | 27                 |
| France (SNEP)                   | 16                 |

## Utilisations
En 2023, la chanson est utilisée par la Fondation Abbé Pierre pour sa campagne d'hiver de 2023-2024.
En 2024, elle sert de musique de clôture du film d'animation Sauvages de Claude Barras, défendant les valeurs de l'écologie.